# ريوي فوجيك
ريوي فوجيك (باليابانية: 藤木 亮以) (8 سبتمبر 1983 في كاناغاوا في اليابان – )؛ هو لاعب كرة قدم سابق كان يلعب كمدافع.